# 豊南高等学校
豊南高等学校（ほうなんこうとうがっこう）は、東京都豊島区高松三丁目にある私立高等学校。
1942年に男子校として設立。1954年に女子部が新設され男女別学制となり、校内で男子部と女子部に分かれていたが、2004年より共学化している。

## 歴史
- 1942年 - 財団法人豊南学園を創立し、男子校として豊南商業学校を設置。
- 1944年 - 豊南工業学校を併置。
- 1947年 - 新制の豊南中学校を設置（1957年に休校、1984年に正式に廃止）。
- 1948年 - 豊南商業学校および豊南工業学校を、豊南高等学校普通課程（普通科）に改組改称。
- 1954年 - 豊南高等学校女子部を新設。男子校から男子部・女子部の男女別学制となる。
- 1962年 - 豊南高等学校に商業課程（商業科）を設置。
- 1990年 - 創立50周年記念事業として、全教室に冷暖房設備を導入。
- 2001年 - カフェテリア設置。男子部・女子部一緒だが、座るテーブルが男女別となっていた。
- 2004年 - 男女別学制から男女共学へ変更。同時に男女ともブレザーの新制服に改定。併せて普通科にコース制（進学・選抜・特進コース）を導入。
- 2007年 - 商業課程（商業科）の生徒募集を停止。
- 2008年 - 4学期制を導入。
- 2011年 - 進学II類を廃止。
- 2016年 - 第2校舎・体育館（アリーナ）新設。第1校舎・第2校舎をつなぐ空中路も完成。

## 学校生活
現校舎（第1校舎）は1999年に建造。2016年、第2校舎と体育館（アリーナ）を新設。第1校舎と第2校舎をつなぐ空中路も完成した。また隣接する豊南幼稚園の園舎も新築された。校舎は新しいため内外装とも綺麗である。
2005年度から共学化の影響もあり、生徒数が急増。2007年度より商業課程（商業科）の募集が停止され、旧校舎では進学コース、新校舎では選抜コース・特進コースの生徒が学んでいる。
2008年度から4学期制を導入。週6日制へ復帰し、年間240日以上の授業時間数を確保している。平日はすべてのコースが6時限で終了し、部活動や補習に参加しやすくなったが、夏休みや冬休みなどの長期休暇は3学期制の他校と比べ少ない。休暇中も各コース毎に勉強合宿、特設講習等が設けられている。

### 学科
- 普通科（特進コース・選抜コース・進学コース）
- 商業課程（商業科）- 2007年度より募集停止

### 校則
- 入学当初や学期始めには、厳しい基準での頭髪検査がある。女子は化粧や服装・ピアス穴にも厳しく、校則違反が繰り返されると自宅謹慎など厳しい処罰が与えられる。
- 2011年度より、夏季はノーネクタイが取り入れられた。夏服の期間はネクタイ・リボン、ブレザー上着の着用は禁止（学校指定のベスト・セーターは年間通じて着用可）。
- 携帯電話の校内での使用は校則により禁止されており、校内では電源を切ることが義務付けられている。校内で使用した場合は担任教師に没収され、反省文を書いた後に返却される。3回没収されると、解約する様に言われる。また生徒は携帯電話各社のフィルタリングサービスに加入することが義務づけられている。

### 部活動
- 運動部

剣道部、卓球部、バレーボール部、陸上競技部	サッカー部、ソフトボール部、水泳部、軟式野球部	チアリーダー部、硬式テニス部、硬式野球部	フットサル部、バスケットボール部、ソフトテニス部、バドミントン部、ダンス部
- 文化部

吹奏楽部、パソコン部、アコスティック・ギター部
調理部、茶道部、軽音楽部、執筆部、ﾊﾝﾃﾞｨｸﾗﾌﾄ部	手話部、芸術部、放送部、サイエンス部、英語部
運動部では、ソフトテニス部がインターハイや全日本高等学校選抜大会、国民体育大会、全日本私立高等学校選抜大会などの全国大会に出場したことがある。また硬式野球部は、1981年に夏の甲子園東東京予選大会決勝まで進出したが準優勝に留まった。
文化部では、吹奏楽部が府中の森芸術劇場にて開催された東京吹奏楽コンクール新人戦で金賞などを獲得した。

## 学校行事

### 1月 新年事始め
始業式当日のホームルーム終了後に行われる。
校長（学長）からの新年の挨拶、書き初め（自由参加）などが行われる。軽音楽部によるミニコンサートや豚汁試食会など、一部遊びの要素もある。部活動に参加している生徒は伝統的に参加することになっている。

### 6月 銀杏祭（体育祭の部）
一般には「体育祭」と呼ばれている。
広さの都合で学校のグラウンドでは開催できないため、都内の競技場を借りて行われている。

### 9月 銀杏祭（文化祭の部）
一般には「文化祭」と呼ばれている。
防犯上の目的で厳しい入場制限を敷いており、次の者は入場できない。
- 在校生からの招待がない者。招待客は在校生がその人物に対し責任を持てる者に限られている。服装や態度が悪い者は、招待券を持っていても受付で入場を断られる場合がある。
- 退学者。校内での無責任な言動や、在校生とのトラブルなどが過去にあったため。

また過去に事故があったため、模擬店内での調理に火気の使用を禁止している。

## 男女別学時代
- 1942年、男子校として設立され、その12年後の1954年に女子部を新設し、男女別学となった。
- 男子部・女子部で学校行事も別であったが（一部は男子部のみ、女子部のみの行事もあった）、入学式・文化祭（銀杏祭）のみ男子部・女子部合同であった。
- 男子部・女子部の各校舎は別。男子部・女子部間の交流は一切なく、校内での男女生徒間の会話や交際も、校則により固く禁じられていた。通学路も男子部・女子部が千川駅を出て別々の通学路であり、一切の交流が禁じられていた。

### 別学時代の制服
- 男子部の制服は、男子校時代から続いていた伝統ある黒の詰襟学生服（標準学生服）。左襟に付ける襟章は、白色を基調色とする普通科、黄色を基調色とする商業科。右襟には校章が刺繍されていた。学帽も存在した。
- 女子部の制服は紺色のセーラー服（夏服は身頃のブラウス部分が白）。襟に太さの異なる2本の白ラインが入り、黒のスカーフ（リボン）を付ける。セーラー服の胸当てには、真珠の数で学年を示す学年章（白は普通科、ピンクは商業科）を付けていた。

### 別学時代の昼食
- 男子部・女子部とも、昼食は持参の弁当の他、学校で業者に注文（弁当・パン・焼きそばなどで朝注文して昼購入）することもできたが、2001年からはカフェテリア（食堂）が新設された。
- 昼休みのカフェテリアは男子部・女子部が一緒に利用していたが、座るテーブルが男女別に分けられていた。開業当時は男子部の生徒たちが占めていたため、女子部の生徒用に「女子部専用席」の札を立てているテーブルを2～3個用意していた。学校行事などで女子部の生徒がいない場合、カフェテリア内全員が男子部の日になることもあった。

## 主な出身者

### 政治
- 井上勇一郎 - 東京都練馬区議会議員

### 芸能
- 松田優作 - 俳優
- 金沢明子 - 歌手
- かずお（笑組）- お笑い芸人 ※中退
- 竹野内豊 - 俳優
- 工藤兄弟 - タレント
- 中嶋ミチヨ - タレント
- 山田まりや - タレント ※中退
- 石田幸輝 - タレント
- 志村佳紀 - 撮影監督
- 磯貝碧蹄館 - 俳人
- 右門青寿 − 俳優
- 本島純政− 俳優
- DJ KATO-DJ

### スポーツ
- 日根紘三 - 元プロ野球選手、IZAM（ロックバンドSHAZNAのボーカリスト）の父
- 近藤廉 - プロ野球選手（中日ドラゴンズ）

## 交通

### 鉄道
- 東京メトロ有楽町線・副都心線千川駅より徒歩10分
- 東武東上線大山駅より徒歩15分

### バス
- 国際興業バス池04系統・池84系統 ｢高松小学校｣下車

## 系列校
- 信州豊南短期大学
- 豊南幼稚園